# Yuki Nakamura
Yuki Nakamura (født 4. juni 1987) er en japansk fodboldspiller.
Han har spillet for flere forskellige klubber i sin karriere, herunder FC Gifu og Júbilo Iwata.